# Palavras Cruzadas (telenovela)
Palavras Cruzadas é uma telenovela portuguesa transmitida pela RTP1 no horário nobre a seguir ao Telejornal, aproximadamente às 20 horas e 30 minutos, entre 12 de Janeiro e 29 de Junho de 1987, totalizando 120 episódios. As gravações contudo haviam tido lugar no ano anterior, 1986. Teve a autoria de Ana Maria Magalhães e de Isabel Alçada e contou com a realização de Nicolau Breyner. Substituiu Chuva na Areia e é substituída no horário nobre pela brasileira Roque Santeiro. A seguinte novela portuguesa seria Passerelle, em 1988.

## Elenco
- Adelaide João[2] - Angelina
- Alda Pinto[10] - Graziela Silva
- Alexandra S. Pereira - Teresa
- Álvaro Faria - Francisco Salgado
- António Aldeia - capanga de Osvaldo
- António Martinho - Dioguinho
- António Miguens - Miguel Rebelo
- António Rocha - capanga de Osvaldo
- Armando Cortez[2] - Filipe Rebelo
- Asdrubal Teles Pereira - Joaquim Ribeiro
- Carlos César[2] - Óscar Ramos
- Carlos Costa - Padre
- Carlos Rodrigues - Paciente de Luís
- Carmen Mendes - Lucinda Lopes
- Célia David - Felismina Santana Ramos (Mina)
- Clara Rocha
- Cláudia Cadima - Fátima Alves
- Cristina Oliveira - Alice Travessa
- Curado Ribeiro - Diogo Salgado
- David Silva - Daniel Mota
- Duarte Victor - Alberto Reis
- Eduardo Viana - Dr. José Manuel Correia
- Fernanda Coimbra - Maria Amélia
- Fernando Mendes[11] - Felisberto
- Filomena Gonçalves - Joana Alves
- Gonçalo Ferreira - Rui Salgado
- Guy Marle - Dioguinho
- Henrique Santos - Aníbal Arcos
- Hermínia Tojal - Alda Alves de Azevedo
- Isabel Gaivão - Betina
- Isabel Mota - Albertina Meira
- Jacinto Ramos[2][12] - Luís Salgado
- Jorge Nery - Paulo Silva
- José de Carvalho - Pompeu Araújo
- Lia Senna - Maria Laura Meneses
- Luís Esparteiro[13] - Bernardo Mendonça
- Luís Mata - Mário Alves
- Luísa Barbosa - Julieta Silva
- Manuel Maria - Pedro Vasco (Mister)
- Manuela Carlos - Anabela Alves
- Manuela Maria[2] - Lurdes (Dubois) Santana
- Manuela Marle - Isabel Salgado
- Maria João Lucas - Margarida Sampaio
- Maria Simões - Mulher do Paciente
- Morais e Castro - Simão Pinto
- Natalina José[14] - Rosa Ramos
- Nicolau Breyner - João
- Rita Ribeiro[2] - Marta Rebelo
- Rita Martinho
- Rodrigo Guedes de Carvalho[15] - Vítor, laranjinha
- Rosa do Canto - Rosário
- Rosa Lobato Faria[2][16] - Helena Salgado
- Rui de Sá - recepcionista do hotel
- Rui Luís - Osvaldo Moreira
- Tareka - Sofia Rebelo
- Tozé Martinho - João Salgado

## Sinopse
O enredo desta novela gira em torno da vida de três famílias portuguesas de diferentes estratos sociais, que acabam por se conhecer e cruzar quer profissionalmente, quer por via dos dramas amorosos e financeiros que se vão sucedendo com o desenrolar da intriga.
Elas são as seguintes: a família Salgado, família da alta burguesia, composta pelo médico Doutor Luís Salgado (Jacinto Ramos), casado com Helena Rebelo (Rosa Lobato Faria), com quem tem quatro filhos: João (Tozé Martinho), o mais velho, Francisco (Álvaro Faria) e a jornalista Isabel (Manuela Marle), os intermédios, e o jogador de futebol do BELENENSES, profissão que ainda era mal-acolhida pela alta sociedade, Rui (Gonçalo Ferreira), incluindo os criados da casa Julieta (Luísa Barbosa), Pompeu (José de Carvalho) e Alice (Cristiana Oliveira), e o pai de Luís,  D. Diogo (Curado Ribeiro); a família Esteves, família da baixa burguesia, composta pelo empresário da empresa Rebelo e Filhos, irmão de Helena, o Filipe Rebelo (Armando Cortez), casado com Sofia Rebelo (Tareka), com dois filhos: Miguel (António Miguens), bailarino, e Marta (Rita Ribeiro), viúva demasiado recente e professora; e a família Ramos, família de pequenos comerciantes, composta por Óscar (Carlos César), marido de Lurdes (Manuela Maria), que o abandonou há 20 anos para viver em Paris, deixando-o com uma filha nos braços, Felismina, mais conhecida por Mina (Célia David), criada por ele e pela irmã, Rosa (Natalina José), mas Mina tem vergonha do pai pelo seu estatuto social, embora a vergonha vá desaparecendo com os tempos. Mas tudo se torna confuso quando João se apaixona pela noiva de Francisco, Margarida Sampaio (Ana Maria Lucas), provocando uma zanga familiar muito longa, entre Francisco, Helena e João, e quando Helena se envolve num negócio de contrabando de jóias que afinal é uma companhia de máfia portuguesa composta pelo pouco escrupuloso Osvaldo Moreira (Rui Luís), o principal «cérebro» da organização, pelo funcionário da empresa Rebelo e Filhos, Simão (Morais e Castro), e por um patrão desconhecido e mais funcionários das empresas das famílias Salgado e Rebelo.

## Final
Helena tenta roubar a Filipe o lugar de chefe da Rebelo e Filhos, quando este adoece, mas é impedida por Marta que assume a chefia da empresa. Mas de repente, o capanga de Osvaldo, Alberto, é assassinado pelos capangas de Osvaldo, e o motorista Mário Alves é preso por transportar jóias de contrabando. João, Isabel e Marta apercebem-se disso, e do desaparecimento do administrador da Clínica Salgado, Daniel, e decidem arranjar um advogado para Mário, Zé Maria (Eduardo Viana), que tem problemas com a sua mulher, separando-se dela. Mário é libertado. A mulher de Zé Maria torna-se amante de Luís, sem ninguém saber. A funcionária da clínica Joana (Filomena Gonçalves) apaixona-se por Francisco, mas este abandona-a quando vê Margarida na casa dela, e namora pouco tempo com Mina. Esta acaba secretária de Zé Maria e a sua nova esposa. Francisco vai fazer as pazes com Margarida, mas subitamente esta desmaia e morre nos braços dele. João fica arrasado e é consolado por D. Diogo, que revela os acontecimentos e conta que durante 40 anos, por causa da morte de uma negra adorada por Diogo e morta por Osvaldo, o velho avô andou sempre atrás desse homem. Perante tal, faz-se representar Helena num encontro que esta teria com Osvaldo, graças à tentativa de assassinato feita a Francisco, e assim Osvaldo é morto por Diogo em legítima defesa. Mas apesar de tudo, a quadrilha não pára. Simão conta tudo isto à esposa Lurdes, que afinal era a chefe da quadrilha. Lurdes manda chamar Diogo e aí descobre-se que Lurdes foi apaixonada por Luís e Diogo não consentiu o casamento. Quando Lurdes engravidou dele, Óscar assumiu a paternidade da criança, mas Lurdes abandonou-os na terra. 20 anos depois, Lurdes torna-se na chefe da quadrilha mafiosa de Osvaldo, manobrando-o como uma marioneta e casa-se com Simão para esquecer Luís, coisa que não consegue. Perante tais revelações, Diogo vê que Lurdes está louca e esta tenta matá-lo, mas é presa pela PJ, a seguir a Simão. João descobre que afinal Luís e Helena não são os pais dele e que os seus pais são Diogo e a criada dos Rebelo, Lucinda (Carmen Mendes). João fica apavorado com tal revelação, mas vendo que tal segredo provocaria a desunião de todas as famílias envolvidas, decide deixar tudo tal e qual como está. Joana casa-se com Francisco e vão viver para o Porto. Óscar trespassa a loja e casa-se com Graziela, e a sua irmã Rosa casa-se com Aníbal (Henrique Santos), fiel amigo dos dois. Julieta e Pompeu ganham o Totobola e casam-se, o mesmo acontecendo só no casamento entre Alice e Felizberto (Fernando Mendes), seu namorado. Isabel casa-se com Bernardo Mendoça (Luís Esparteiro), repórter do jornal onde ela trabalha. Marta afirma a sua paixão pelo João e ambos viúvos, decidem esquecer o passado e casam-se. Assim termina a história de três famílias que passaram muita coisa na vida e trocaram um longo jogo de PALAVRAS CRUZADAS.

## Locais de filmagens
- Lisboa
- Centro Comercial das Amoreiras em Lisboa
- Praça de Diu nº3, no Restelo (vivenda também utilizada nas novelas Vidas de Sal (1996) e Ninguém Como Tu (2005) )
- Hotel Silvestre na Alameda Dom Afonso Henriques em Lisboa

## Curiosidades
- «Palavras Cruzadas» foi a primeira produção da Atlântida, produtora de Tozé Martinho.[17]
- A telenovela teve cenas gravadas em Barcelos, Póvoa de Varzim, Salvaterra de Magos e até mesmo Macau.[17]
- O jornalista Rodrigo Guedes de Carvalho teve uma participação como actor, interpretando Vítor, um dos membros da quadrilha de contrabando de jóias.[17]
- A casa que serviu de cenário à mansão dos Salgado foi a Residência Faria Mantero, situada na Praça de Diu, no Restelo. Hoje em dia, pertence à Santa Casa da Misericórdia de Lisboa e funciona como centro de dia.[17]
- Já o apartamento da família Rebelo tinha como exterior o Centro Comercial das Amoreiras, inaugurado em Setembro de 1985.[17]
- A retrosaria de Óscar situava-se na esquina entre a Rua 4 de Infantaria e a Rua Correia Teles, na freguesia do Santo Condestável.[17]
- «Palavras Cruzadas» reuniu no seu elenco actores veteranos, mas também alguns novatos que marcaram presença com os seus personagens.[17]
- Foi o caso de Gonçalo Ferreira, que interpretou o futebolista Rui Salgado, uma das figuras mais populares da novela (especialmente entre o público feminino). Foi através do próprio desporto que Gonçalo foi seleccionado para o elenco, visto que na época jogava futebol de salão no Belenenses, além de dar aulas de ginástica.[17]
- Também Célia David, que apenas tínhamos visto num pequeno papel em Chuva na Areia, chamou a atenção como a irritante Mina. Quem viu, não esquece as suas divertidas cenas ao som de Boa ou Má Arte. Aquando da reposição de 1989, a actriz mostrou-se contente por o seu papel ter marcado, mas preferiu dedicar-se com exclusividade ao teatro. Actualmente, Célia David é directora do TAS (Teatro de Animação de Setúbal).

- Por sua vez, Maria João Lucas sensibilizou o público com o drama de Margarida, cuja morte prematura deu um toque de tragédia à novela. Ainda em 1987, voltámos a ver Maria João Lucas na série Estrada Larga, da qual foi co-autora, mas pouco tempo depois abandonou a carreira de actriz.

- António Miguens, que vimos no papel do bailarino Miguel Rebelo, foi, durante anos, o coreógrafo do grupo Onda Choc. Hoje em dia, é professor de ballet e expressão dramática na Casa do Artista.[17]
- Durante toda a história, nunca se especificou qual a “doença grave” de que Margarida sofria. Apenas sabíamos que, de vez em quando, era atacada por fortes dores abdominais. Chegava a ser estranho que, numa conversa entre dois médicos, como era o caso de João e Luís Salgado, estes raramente usassem termos técnicos, baseando os seus diálogos em frases do tipo “a situação é muito grave” ou exclamando “já viu isto?” ao analisar uma radiografia.[17]
- Esta telenovela foi a única em que a personagem principal, que era o João, não era filho de quem pensava e era filho do avô, irmão do pai, cunhado da mãe e tio dos irmãos, devido á aventura entre Diogo e Lucinda. Até hoje, nenhuma novela adoptou este tipo de enredo para a sinopse da mesma. Por isso, o sucesso que a novela «Palavras Cruzadas» teve na época.
- O público não deixou passar em branco o facto de Isabel (Manuela Marle) tratar toda a gente por “você” – como, de resto, já se tornara habitual nos seus trabalhos. A este respeito, a actriz declarou ao Se7e: “O texto é texto e nós temos de respeitá-lo. Pretende-se dar a ideia de que a família é de alta e, por isso, os pais tratam os filhos por você, estes tratam-se por tu, mas quando se dirigem à irmã (que sou eu) tratam-na por você. Não dá um ar muito natural, é certo, mas não há nada de esquisito nem nada de menos honesto nisso”.[17]
- O pintor Aristides Ambar fez algumas aparições na novela, pintando retratos de Tozé Martinho e Maria João Lucas.[17]
- Também o quadro de Manuela Marle com um São Bernardo, que se encontrava na sala dos Salgado, era de sua autoria.[17]
- O genérico continha pequenos excertos de cenas da novela. No entanto, é curioso notar que o take da cena em que João e Margarida se esbarram na estação de Santa Apolónia é diferente daquele que foi utilizado no segundo capítulo.[17]
- Alguns meses antes da estreia, o Se7e mostrou uma imagem de uma versão provisória do genérico, onde os takes dos actores Tozé Martinho e Carlos César eram diferentes dos que posteriormente foram inseridos.[17]
- Foi lançado um LP com alguns dos temas da banda sonora.[17]
- No entanto, quem adquiriu o disco na época ficou certamente decepcionado com a ausência de diversas músicas amplamente tocadas na novela.[17]
- Os genéricos inicial e final tinham a mesma letra, embora com arranjos e vozes diferentes.

- Na novela, Manuela Marle interpretava «Isabel Salgado», jornalista da RTP e do Correio da Manhã. A actriz transportou o seu papel para a vida real e tornou-se repórter da Nova Gente, entrevistando vários dos seus colegas de elenco.[17]
- Dioguinho, o filho de João e Margarida, foi vivido por Guy, filho de Manuela Marle. Assim se explica o facto de, quase sempre, a criança aparecer ao colo da “tia” (que, aliás, chegou mesmo a chamar-lhe Guy).[17]
- Manuel Maria, irmão de Tozé Martinho, participou na novela no papel de “Mister”, o treinador do Belenenses.[17]
- Duarte Victor, o Alberto morreu no episódio 87. O ator recorda que Foi a risada geral quando gravaram as cenas, em pleno Rossio.
- Rui Luís, o grande vilão da trama, morreu no episódio 104, com um tiro no estômago feito por D. Diogo (Curado Ribeiro), de 84 anos.
- «Palavras Cruzadas», quando chegou o seu último episódio, foi substituída pela telenovela da Rede Globo Roque Santeiro de 1985, e essa novela fez mais sucesso do que esta telenovela. A seguinte telenovela portuguesa seria Passerelle, em 1988.
- «Palavras Cruzadas» contou com reposições de 15 de Novembro de 1989 a 9 de Fevereiro de 1990, ao início da tarde, no horário das 13 horas e 30 minutos, e de 11 de Setembro de 1996 a 6 de Dezembro de 1996, no horário da manhã.[17]
- A RTP Memória demorou mais de 5 anos a transmitir a telenovela, quando outras já tinham passado mais do que uma vez. Para além disso, ainda cometeu uma gaffe, anunciando-a como sendo de 1985. É a telenovela que tem menos exibições até agora neste canal nas seguintes datas: em 2009, no horário das 19 horas; entre 3 de Maio de 2012 e 27 de Julho de 2012, no horário das 17 horas, em substituição à telenovela Chuva na Areia e em 2015 ás 17 horas[17]
- Apesar de creditada no genérico final da novela, a atriz Ângela Ribeiro não participou na novela.